# Barguzin (település)
Barguzin egy 5702 lakosú település és egyúttal a Barguzini járás közigazgatási központja a Burját Köztársaságban, Oroszországban, a Barguzin folyó bal partján, 491 méteres tengerszint feletti magasságban, a Barguzin-völgy déli végén.

## Fekvése
Ulan-Ude városától 240 kilométerre fekvő település.

## Éghajlata
Barguzinnak és környékének éghajlatát a szigorú kontinentális és a viszonylag száraz éghajlat jellemzi. A hosszú (több mint 6 hónapos) teleket súlyos fagyok, szárazság, derült égbolt és szélcsend jellemzi. A levegő hőmérséklete nemcsak az év folyamán, hanem évszakonként is nagy ingadozásoknak van kitéve. 

## Története
A települést a 17. században, 1648-ban orosz kozákok alapították. A környékén folyó aranymosásnak, valamint a cári és a burját törzsi területek közötti élénk kereskedelmi kapcsolatoknak köszönhetően egy idő után fejlődésnek indult, majd a környék közigazgatási központja lett.
Magyar vonatkozása, hogy 1989-ben Morvai Ferenc kazángyáros és Kiszely István antropológus a településen vélte megtalálni Petőfi Sándor csontjait, amelyekről később bebizonyosodott, hogy egy nőhöz tartoznak.